# アジアハイウェイ11号線
アジアハイウェイ11号線（アジアハイウェイ11ごうせん）は、アジアハイウェイ網の路線の一つ。アジアハイウェイ東南アジア小地域（サブリージョン）の路線の一つ。ラオス、カンボジアの二か国を経由する。総延長は1,593kmである。
ラオスの首都ヴィエンチャンを起点とし南に向かう。ヴィエンチャンはアジアハイウェイ12号線の通過点であり、メコン川中流の河岸にある。ラオスの区間はメコン川の流路と並行な経路をとる。途中ビエンカムからターケークまでの区間はアジアハイウェイ15号線との重複区間であり、セノではアジアハイウェイ16号線と交差する。ヴゥーンカム=ストゥントレン国境検問所からカンボジアに入る。
カンボジアに入りストゥントレンからクラチエまでの区間はメコン川と並行し南に向かう。クラチエから南はメコン川を大きく離れて迂回しカンボジア東部の町のスヌオルやメモットを経由する。以降、再びメコン川に近づきカンボジアの首都プノンペンを経由し、港湾都市シアヌークビルを終点とする。
当ハイウェイのルートの一部区間は大メコン圏経済回廊のルートの一部となっている。セノからシアヌークビルまでの区間は大メコン圏南部経済回廊の一部となっている。ヴィエンチャンからビエンカムまでの区間は将来大メコン圏南北経済回廊のルートの一部となるよう関係国間で調整中である。

## ルート

### ラオス
区間延長823km
- 国道13号線（英語版） : ヴィエンチャン（アジアハイウェイ12号線と接続） - ビエンカム（英語版）（アジアハイウェイ15号線と合流・分岐） - ターケーク（アジアハイウェイ15号線と合流・分岐） - セノ（英語版）（アジアハイウェイ16号線と交差） - パークセー - ヴゥーンカム（英語版）  - ヴゥーンカム国境検問所 - （カンボジア）

### カンボジア
区間延長770km
- 国道7号線（英語版） : ストゥントレン国境検問所 - ストゥントレン - クラチエ - コンポンチャム - スカン（英語版）
- 国道6号線（英語版） : スカン - プノンペン （アジアハイウェイ1号線と交差）
- 国道4号線（英語版） : プノンペン  - シアヌークビル

## 参考資料
- Asian Highway （英語） - 国際連合アジア太平洋経済社会委員会による解説
- Asian Highway Route Map (PDF)  （英語） - 国際連合アジア太平洋経済社会委員会によるルート図
- Asian Highway Database （英語） - 国際連合アジア太平洋経済社会委員会によるアジアハイウェイに関するデータベース
- Asian Highway Handbook (PDF)  （英語） - 国際連合アジア太平洋経済社会委員会作成ハンドブック
- Review of Configuration of the Greater Mekong Subregion Economic Corridors (PDF)  （英語） - アジア開発銀行による大メコン圏経済回廊プログラムの経緯・現況・将来に関する解説と提言
- アジアハイウェイ・プロジェクトの概要 - 国土交通省総合政策局
- アジアハイウェイとは - 国土交通省総合政策局